# 크빈시 프로머스
크빈시 안톤 프로머스(네덜란드어: Quincy Anton Promes, 1992년 1월 4일 ~ )는 네덜란드의 축구 선수로 포지션은 윙어이다.

## 같이 보기
- 다비드 멘드스 다 실바